# Garrettella shermani
Garrettella shermani är en tvåvingeart som först beskrevs av Garrett 1925.  Garrettella shermani ingår i släktet Garrettella och familjen svampmyggor.
Artens utbredningsområde är British Columbia. Inga underarter finns listade i Catalogue of Life.